# Brom
Bróm (latinsko bromum iz grške besede bromos - smrad) je kemijski element, ki ima v periodnem sistemu simbol Br in atomsko število 35. Ta halogenski element je pri sobni temperaturi rdeča hlapljiva tekočina, z reaktivnostjo med klorom in jodom. V tekoči obliki je škodljiv za človeška tkiva, njegovi hlapi pa dražijo oči in grlo.
Odkrit je bil leta 1826, ko je Francoz Antoine Jerome Balard kristaliziral soli iz morske vode.

## Lastnosti
Brom je pri sobni temperaturi edini tekoči nekovinski element. Je težka, tanko tekoča, rdeče-rjava tekočina, ki pri standardnih pogojih zlahka izhlapi v rdečo paro (njena barva spominja na dušikov dioksid) z močnim zoprnim vonjem. Kot halogen je brom kemijsko podoben kloru, a je manj aktiven (pač pa je bolj aktiven od joda). Brom je slabše topen v vodi, dobro topen pa je v ogljikovem disulfidu, alifatskih alkoholih ... (tvori rdečo raztopino). Kemijsko se zlahka povezuje z mnogimi elementi in ima močan učinek beljenja.
Brom je zelo reaktiven in v prisotnosti vode močan oksidacijski agent. Energično reagira z amini, alkeni in fenoli, kot tudi z alifatskimi in aromatskimi ogljikovodiki, ketoni in kislinami (te se bromirajo z adicijo ali s substitucijo). Z mnogimi kovinami in elementi je anhidritni brom manj reaktiven kot moker; vendar suhi brom živahno reagira z aluminijem, titanom, živim srebrom, kot tudi z alkalijskimi zemeljskimi in alkalijskimi kovinami.
Nevarne lastnosti
Brom je zdravju škodljiv pri zaužitju. V stiku s kislinami se sprošča strupen plin.
Zelo strupen je za vodne organizme, lahko povzroči dolgotrajni učinki na vodno okolje.
V stiku z vnetljivim materialom lahko povzroči požar, medtem ko je v tekoči obliki škodljiv za človeška tkiva, njegovi hlapi pa dražijo kožo (povzroča globoke in boleče rane) in dihalne organe
Razjeda les, pluto, barvila in gumo ter raztaplja zlato.

## Nahajanje in pridobivanje
Brom se nahaja v obliki bromidov, najdemo pa ga tudi v morski vodi, ki je zelo bogata z bromidi (vsebuje ga kar 65g/t). Še več pa ga je v zaprtih morjih oziroma jezerih, zato je najpomembnejši vir broma Mrtvo morje.
Pridobiva se ga s kloriranjem (uvajanje klora v spojine) lužin, ki nastanejo pri kristalizaciji (nastajanje kristalov iz raztopine ali plina) NaCl iz morske vode. Industrijsko pa brom pridobivajo iz magnezijevega bromida s pomočjo klora.

## Uporaba
- bromove spojine uporabljamo v kemijski, fotografskih farmacevtski industriji
- organske bromove spojine se uporabljajo kot pomirjevalna sredstva
- nekatere bromove spojine se uporabljajo za uničevanje škodljivcev in plevela
- bromaaceton CH3-CO-CHZ-Br (brezbarvna hlapna tekočina) se uporabljajo kot solzilec, saj njegovi hlapi močno dražijo oči in kožo
- brom se uporablja v osvinčenem bencinu kot dodatek, ta pretvori svinec pri zgorevanju goriva v motorju v hlapen bromed PdBr2, ki izhaja iz motorja skupaj z izpušnimi plini
- za pridobivanje bromidov in organskih borovih spojin
- kot izhodna snov za sintezo (spajanje atomov različnih elementov v spojino ali nastajanje spojin iz različnih molekul)
- bromovica -3,5% vodne raztopine broma, ki se uporablja kot reagent in oksidant